# Nowodrużeśk
Nowodrużeśk (ukr. Новодружеськ) – miasto na Ukrainie w obwodzie ługańskim.
Ośrodek przemysłu spożywczego i wydobywczego (węgiel).

## Historia
Osada została założona w 1935 roku.
Miasto od 1963.
W 1989 liczyło 11 167 mieszkańców, w 2013 – 7749 mieszkańców.